# Larry McNeill
Larry B. McNeill (nacido el 31 de enero de 1951 en Hoke, Carolina del Norte y fallecido el 29 de diciembre de 2004 en Queens, Nueva York) fue un jugador de baloncesto estadounidense que disputó seis temporadas en la NBA. Con 2,05 metros de estatura, lo hacía en la posición de alero.

## Trayectoria deportiva

### Universidad
Jugó durante tres temporadas con los Golden Eagles de la Universidad Marquette, donde promedió 15,5 puntos y 9,6 rebotes por partido.

### Profesional
Fue elegido en la vigésimo quinta posición del Draft de la NBA de 1973 por Kansas City-Omaha Kings, donde jugó tres temporadas, la mejor de ellas la 1974-75 en la que promedió 9,8 puntos y 6,2 rebotes por partido.
En 1976 fue traspasado a New York Nets a cambio de una tercera ronda del draft, pero solo llegó a disputar 8 partidos, en los que promedió 7,5 puntos y 3,3 rebotes, antes de ser despedido en el mes de diciembre. Semanas después ficha como agente libre por Golden State Warriors, donde acaba la temporada como uno de los últimos hombres del banquillo, promediando 5,4 puntos y 3,1 rebotes.
Al año siguiente es despedido, marchándose a jugar a los New York Guard de la efímera All-American Basketball Alliance, donde en la única temporada de existencia de la liga fue el tercer máximo anotador, promediando 24,3 puntos por partido.
De vuelta en la NBA, ficha mediada la temporada 1977-78 por los Buffalo Braves, donde promedia unos meritorios 11,9 puntos y 5,1 rebotes por partido saliendo desde el banquillo. A pesar de ello, fue despedido al finalizar la temporada. A partir de ese momento, con la excepción de un breve paso por los Detroit Pistons, su carrera se centraría en la CBA, haciendo un paréntesis en 1981 saliendo de su país por primera vez para jugar en el Club Baloncesto Canarias de la Liga Española, donde fue el máximo anotador de la competición.
Su única experiencia a nivel internacional no pudo ser más exitosa, ya que, si bien su equipo acabó descendiendo de categoría tras lograr únicamente 4 victorias en 30 partidos, él se proclamó máximo anotador de la liga, promediando casi 34 puntos por partido. La anécdota vendría cuando se le entregó el trofeo acreditativo, una bota de oro. El jugador fue a tasarla, pensando que sería de oro macizo, y al descubrir que sólo tenía un baño dorado y que su precio no pasaba de las 25.000 pesetas (150 €), la devolvió enfadado alegando que con eso no podría alimentar a sus hijos si le pasara algo. Los patrocinadores, desairados, decidieron retirarle el trofeo y dárselo al segundo mejor anotador de esa temporada, Brian Jackson.

## Estadísticas de su carrera en la NBA

### Temporada regular
| Temporada | Edad | Equipo                  | Liga | P   | TIT | MIN  | TC  | TCA | %TC  | 3P | 3PA | %3P | TL  | TLA | %TL  | R.OF. | R.DEF. | REB | ASIS | ROB | TAP | PER | FP  | PTS  |
| 1973-74   | 23   | Kansas City-Omaha Kings | NBA  | 54  |     | 9.6  | 2.0 | 4.1 | .482 |    |     |     | 1.8 | 2.6 | .707 | 1.1   | 1.6    | 2.7 | 0.4  | 0.6 | 0.1 |     | 1.4 | 5.8  |
| 1974-75   | 24   | Kansas City-Omaha Kings | NBA  | 80  |     | 21.9 | 3.7 | 8.1 | .459 |    |     |     | 2.4 | 3.0 | .784 | 1.9   | 4.4    | 6.2 | 0.9  | 0.9 | 0.3 |     | 2.9 | 9.8  |
| 1975-76   | 25   | Kansas City Kings       | NBA  | 82  |     | 19.7 | 3.6 | 7.4 | .484 |    |     |     | 2.5 | 3.3 | .758 | 1.9   | 4.3    | 6.2 | 0.9  | 0.6 | 0.4 |     | 3.0 | 9.7  |
| 1976-77   | 26   | TOTAL                   | NBA  | 24  |     | 9.6  | 2.0 | 4.7 | .420 |    |     |     | 2.2 | 2.5 | .852 | 1.2   | 2.0    | 3.1 | 0.3  | 0.4 | 0.1 |     | 1.3 | 6.1  |
| 1976-77   | 26   | New York Nets           | NBA  | 8   |     | 11.6 | 2.3 | 6.4 | .353 |    |     |     | 3.0 | 3.8 | .800 | 1.3   | 2.0    | 3.3 | 0.4  | 0.5 | 0.1 |     | 1.6 | 7.5  |
| 1976-77   | 26   | Golden State Warriors   | NBA  | 16  |     | 8.6  | 1.8 | 3.8 | .475 |    |     |     | 1.8 | 1.9 | .903 | 1.1   | 1.9    | 3.1 | 0.2  | 0.4 | 0.1 |     | 1.2 | 5.4  |
| 1977-78   | 27   | TOTAL                   | NBA  | 46  |     | 20.4 | 3.5 | 7.7 | .455 |    |     |     | 3.2 | 3.8 | .829 | 1.7   | 2.7    | 4.4 | 1.0  | 0.4 | 0.2 | 1.5 | 2.5 | 10.2 |
| 1977-78   | 27   | Golden State Warriors   | NBA  | 9   |     | 7.4  | 0.7 | 2.0 | .333 |    |     |     | 1.7 | 2.1 | .789 | 0.2   | 1.3    | 1.6 | 0.2  | 0.0 | 0.1 | 0.8 | 1.6 | 3.0  |
| 1977-78   | 27   | Buffalo Braves          | NBA  | 37  |     | 23.6 | 4.2 | 9.1 | .462 |    |     |     | 3.5 | 4.2 | .833 | 2.1   | 3.0    | 5.1 | 1.2  | 0.5 | 0.3 | 1.6 | 2.7 | 11.9 |
| 1978-79   | 28   | Detroit Pistons         | NBA  | 11  |     | 4.2  | 0.8 | 1.8 | .450 |    |     |     | 1.0 | 1.1 | .917 | 0.3   | 0.6    | 0.9 | 0.3  | 0.0 | 0.0 | 0.4 | 0.6 | 2.6  |
| Total     |      |                         | NBA  | 297 |     | 17.2 | 3.1 | 6.6 | .466 |    |     |     | 2.4 | 3.0 | .779 | 1.6   | 3.2    | 4.8 | 0.8  | 0.6 | 0.3 | 1.2 | 2.4 | 8.5  |

### Playoffs
| Temporada | Edad | Equipo                  | Liga | P  | MIN | TCA | TC | 3PA | 3P | TLA | TL | R.OF. | REB | ASIS | ROB | TAP | PER | FP | PTS | %TC  | %3P | %FT  | MIN  | PTS  | REB | AST |
| 1974-75   | 24   | Kansas City-Omaha Kings | NBA  | 6  | 103 | 22  | 34 |     |    | 17  | 20 | 7     | 26  | 2    | 2   | 2   |     | 21 | 61  | .647 |     | .850 | 17.2 | 10.2 | 4.3 | 0.3 |
| 1976-77   | 26   | Golden State Warriors   | NBA  | 6  | 21  | 7   | 10 |     |    | 2   | 4  | 2     | 2   | 0    | 1   | 0   |     | 2  | 16  | .700 |     | .500 | 3.5  | 2.7  | 0.3 | 0.0 |
| Total     |      |                         | NBA  | 12 | 124 | 29  | 44 |     |    | 19  | 24 | 9     | 28  | 2    | 3   | 2   |     | 23 | 77  | .659 |     | .792 | 10.3 | 6.4  | 2.3 | 0.2 |